# Begençmuhammet Kuliýew
Begençmuhammet Nurýagdyýewiç Kuliýew, ros. Бегенчмухаммед Нурягдыевич Кулиев, Biegienczmuchammied Nuriagdyjewicz Kulijew (ur. 4 kwietnia 1977, Turkmeńska SRR) – turkmeński piłkarz, grający na pozycji pomocnika.

## Kariera piłkarska

### Kariera klubowa
W 1996 rozpoczął karierę piłkarską w klubie Köpetdag Aszchabad. Potem występował w klubach Dagdan Aszchabad, Nisa Aszchabad, kazachskich – Żengys Astana, Szachtior Karaganda, Wostok Ust-Kamienogorsk, rosyjskim Kristałł Smoleńsk, irańskim Abu Moslem Meszhed. W 2005 zasilił skład Nebitçi Balkanabat. W 2007 został piłkarzem Aşgabat FK, w którym zakończył karierę piłkarza w roku 2009.

### Kariera reprezentacyjna
W latach 2001–2008 bronił barw reprezentacji Turkmenistanu.

## Sukcesy i odznaczenia

### Sukcesy piłkarskie
Köpetdag Aszchabad
- mistrz Turkmenistanu: 1997/98
- wicemistrz Turkmenistanu: 1996, 2001
- zdobywca Pucharu Turkmenistanu: 1997, 2001

Nisa Aszchabad
- brązowy medalista Mistrzostw Turkmenistanu: 2000
- finalista Pucharu Turkmenistanu: 2000

Nebitçi Balkanabat
- brązowy medalista Mistrzostw Turkmenistanu: 2005

Aşgabat FK
- mistrz Turkmenistanu: 2007, 2008
- zdobywca Superpucharu Turkmenistanu: 2007
- finalista Superpucharu Turkmenistanu: 2008